# Anita Weyermann
Anita Weyermann, född den 8 december 1977 i Wynigen, är en schweizisk före detta friidrottare som tävlade i medeldistanslöpning, främst 1 500 meter.
Weyermann blev 1994 juniorvärldsmästare på 1 500 meter. Två år senare vann hon juniorVM-guld på 3 000 meter. 
Som senior är hennes främsta merit bronsmedaljen vid VM 1997 på 1 500 meter. Hon blev bronsmedaljör vid EM 1998 på samma distans. Vid Olympiska sommarspelen 1996 deltog hon på 5 000 meter och slutade då på en fjortonde plats.

## Personliga rekord
- 1 500 meter - 3.58,20
- 3 000 meter - 8.35,83
- 5 000 meter - 14.59,28